# 宇称不守恒
宇稱不守恆原理，又称P破壞或P不守恒，是當代物理学的一個极其重要的原理，由物理学家李政道與杨振宁於1956年提出。相對於宇稱守恆在弱相互作用中不成立而推論宇稱守恆不成立。

## 歷史
美国物理学家理察·T·考克斯（Richard Threlkeld Cox）可能早在1928年就观察到了β衰变中宇称的不守恒性。科学家在1956年之前已发现θ和τ两种介子無論是自旋、质量及电荷均完全相同，一度以為是同一种粒子，然而θ衰变时产生两个π介子，τ衰变时产生3個π介子，奇數個π介子的總宇稱是負的，而偶數個π介子的總宇稱是正的。如此看來又似乎不是同一種粒子。1956年4月第六届罗彻斯特高能核物理年会在纽约州北部罗彻斯特大学举行，會議上討論了θ-τ的衰變中，有科學家提出宇稱是否有可能不守恆？1956年6月李政道與楊振寧在美國《物理評論》上共同發表《弱相互作用中的宇称守恒质疑》的论文，認為基本粒子弱相互作用內存在「不守恒」，θ和τ是兩種完全相同的粒子。
1957年1月9日吳健雄與安布勒（E．Ambler）、海沃德（R．W．Hayward）、霍普斯（D．D．Hoppes）等科學家從观测钴60（60Co）的衰变的實驗證實了這項推測，她以两套装置中的钴60互为镜像，一套装置中的钴60原子核自旋方向转向左旋，另一套装置中的钴60原子核自旋方向转向右旋，結果發現在极低温（绝对零度以上0.01K）下放射出来的电子数有很大差异，实验结果推翻了物理學上屹立不移三十年之久的宇稱守恆定律（在強相互作用和電磁相互作用中宇稱一直是守恆的）。1957年1月15日，美国哥伦比亚大学物理系举行新闻发布会，公布了吴健雄小组的实验结果，並且宣布宇称守恒这个物理学基本定律在弱相互作用中被推翻了。次日，《纽约时报》發表一篇《外表与真实》的報導。1月17日苏黎世联邦理工学院的泡利寫信給韦斯可夫表达了他关于宇称不守恒的怀疑，泡利写道：“我不相信，上帝是个弱的左撇子。我准备拿一大笔钱打赌，实验一定会得出对称的结果。”1957年10月李政道與楊振寧因宇稱不守恆理論而獲得诺贝尔物理学奖。杨在他获诺贝尔奖金的致词中：“对称原理之一，即左右对称，是与人类文明一样古老的观念。自然界是否具有这样一种对称性，过去的哲学家们一直争论不休。……然而，物理定律过去却一直显示出左右之间的完全对称性。”

## 争议
1962年起，李政道與楊振寧都说自己是提出“弱相互作用中宇称不守恒原理”的第一人，並為此长期辩论。特别是，1970年，李政道在西西里岛Erice的International　School of Sub-nuclear Physics发表《弱相互作用的历史》的演讲，聲稱“宇称不守恒”是他首先提出的。杨振宁于1979年才读到该篇演讲稿，感觉非常的诧异但并没有在意。直到争论逐渐激烈，1982年，楊振寧发表英文文章，给予反驳，称当初宇称不守恒是其一個人提出来的。1986年李政道又发表英文文章认为杨振宁的说法与事实不合。

## 參閱
- 吴氏实验：首度验证该原理的实验。
- 明顯對稱性破缺
- CP破壞：宇稱守恆的基本思想是在鏡像反演後粒子物理學的公式不變。
- CPT對稱
- 中子電偶極矩